# Krępiec

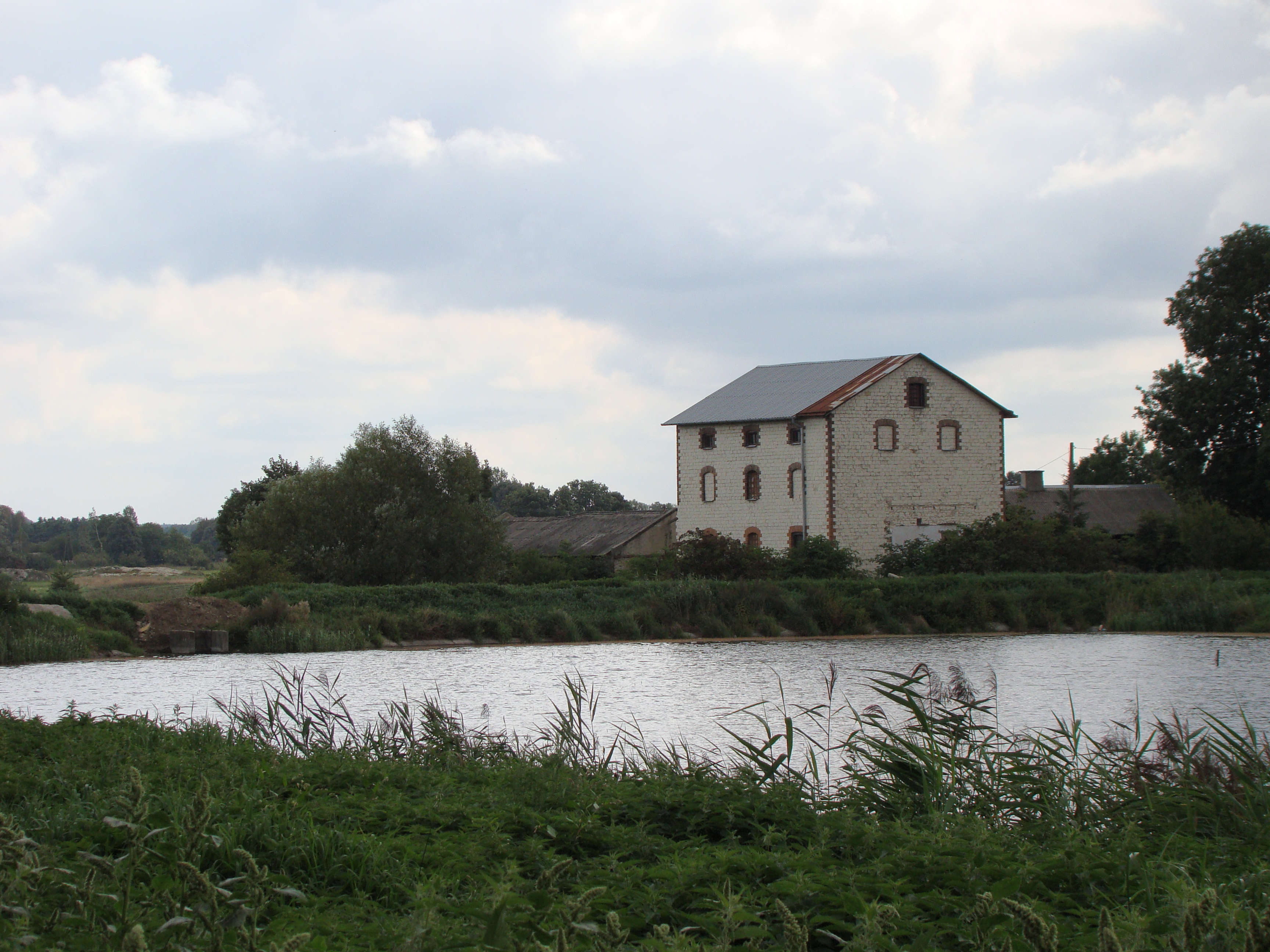
En vattenkvarn i byn

Krępiec är en by i Lublins vojvodskap i sydöstra Polen. Byn är belägen cirka 13 kilometer sydost om Lublin.

## Historia
Under andra världskriget mördade nazisterna omkring 30 000 personer i Krępiec-skogen.